# Перелік міжштатних автомагістралей
70 основних автомагістралей в системі міжштатних автомагістралей, мережі автострад у Сполучених Штатах. Їм присвоюють одно- або двозначні номери маршрутів, тоді як пов'язані з ними допоміжні міжштатні магістралі отримують тризначні номери маршрутів. Як правило, міжштатні автомагістралі з непарними номерами проходять з півдня на північ, з меншими номерами на заході та більшими на сході; міжштатні автомагістралі з парними номерами проходять із заходу на схід, з меншими номерами на півдні та більшими на півночі. Автомагістралі, номери маршрутів яких діляться на 5, зазвичай представляють основні маршрути від узбережжя до узбережжя або від кордону до кордону (наприклад, I-10 подорожує з Санта-Моніки, штат Каліфорнія, до Джексонвіля, штат Флорида, подорожуючи від Тихого до Атлантичного океанів). Крім того, допоміжні автомагістралі мають свою систему нумерації, де інший номер ставиться перед номером головної магістралі.
У системі дублюються п'ять номерів маршрутів, але відповідні магістралі розділені державними лініями, що запобігає плутанині. За основним списком, у якому обговорюються основні магістралі між штатами в суміжних Сполучених Штатах, йдуть розділи, що стосуються Аляски, Гаваїв і Пуерто-Рико.

## Континентальні Сполучені Штати
У таблиці нижче наведено 70 основних автомагістралей між штатами.

| Номер | Довжина км. | Південна або західна кінцева розв'язка                   | Північна або східна кінцева розв'язка                                      | Створена | Статус | Примітки |
| ----- | ----------- | -------------------------------------------------------- | -------------------------------------------------------------------------- | -------- | ------ | --- |
| I-2   | 75.32       | US 83 в Пеньїтасі                                        | I-69E/US 77/US 83 Гарлінген                                                | 2013     | діюча  | Тільки Техас Супутних маршрутів: немає |
| I-4   | 212.92      | I-275 в Тампі                                            | I-95/SR 400 в Дейтона-Біч                                                  | 1959     | діюча  | Тільки Флорида Супутних маршрутів: немає |
| I-5   | 2,222.97    | Fed. 1 на Мексиканському кордоні в Сан-Ісідро, Сан-Дієго | BC 99 від канадського кордону в Блейн                                      | 1956     | діюча  | Обслуговує три штати: Каліфорнію, Орегон, Вашингтон Супутні маршрути: I-105, I-205, I-405, I-505, I-605, I-705, I-805; Майбутні: I-305, I-905                                    |
| I-8   | 560.45      | Сансет Кліффс Бульвар/Німіц Бульвар в Сан-Дієго          | I-10 Каса-Гранде                                                           | 1964     | діюча  | Обслуговує два штати: Каліфорнію, Арізону Супутні маршрути: немає |
| I-10  | 3,959.53    | SR 1 в Санта-Моніці                                      | I-10/US 17/SR 228 в Джексонвіллі                                           | 1957     | діюча  | Обслуговує вісім штатів: Каліфорнію, Арізону, Нью-Мексико, Техас, Луїзіану, Міссісіпі, Алабаму, Флориду Супутні маршрути: I-110, I-210, I-310, I-410, I-510, I-610, I-710, I-910 |
| I-11  | 36.37       | US 93 на межі штату Арізона поблизу Боулдер-Сіті, Невада | I-215 I-515 US 93 US 95 SR 564 в Гендерсоні, штат Невада                   | 2017     | діюча  | Тільки Невада; планується розширення на північ і південь Супутні маршрути: немає                                                                                                 |
| I-12  | 137.74      | I-10 в Батон-Руж, Луїзіана                               | I-10 I-59 в Слайделлі, Луїзіана                                            | 1967     | діюча  | Тільки Луїзіана Супутні маршрути: немає |
| I-14  | 40.39       | US 190 SH 9 в Копперас-Коув, Техас                       | I-35 в Белтоні, Техас                                                      | 2017     | діюча  | Тільки Техас; планується розширення на схід і захід Супутні маршрути: немає |
| I-15  | 2,307.03    | I-8 SR 15 Сан-Дієго, Каліфорнія                          | Шосе 4 на канадському кордоні в Світ-Грассі, Монтана                       | 1957     | діюча  | Обслуговує шість штатів: Каліфорнію, Неваду, Арізону, Юту, Айдахо, Монтану Супутні маршрути: I-115, I-215, I-315, I-515                                                          |
| I-16  | 268.45      | I-75 в Мейконі, Джорджія                                 | SR 404 і Монтгомері-стріт/бульвар Мартіна Лютера Кінга в Саванна, Джорджія | 1966     | діюча  | Тільки Джорджія Супутня дорога: I-516 |
| I-17  | 234.58      | I-10 в Фініксі, Арізона                                  | I-40/SR 89A в Флегстаффі                                                   | 1961     | діюча  | Лише Арізона Супутні маршрути: немає |
| I-19  | 101.95      | Фед.15 від мексиканського кордону в Ногалесі             | I-10 в Тусоні, Аризона                                                     | 1972     | діюча  | Лише Арізона Супутні маршрути: немає Використовує кілометри замість миль |
| I-20  | 2,477.39    | I-10 в Скрогінс-Дро, Техас                               | I-95 Флоренсі, Південна Кароліна                                           | 1957     | діюча  | Обслуговує шість штатів: Техас, Луїзіана, Міссісіпі, Алабама, Джорджія, Південна Кароліна Супутні маршрути: I-220, I-520, I-820                                                  |
| I-22  | 325.44      | I-269/US 78 поблизу Байгелія, штат Міссісіпі             | I-65/US 31 в Бірмінгемі, Алабама                                           | 2012     | діюча  | Обслуговує два штати: Міссісіпі, Алабама Заплановані супутні маршрути: I-222, I-422                                                                                              |
| I-24  | 509.13      | I-57 в Пуліс Мілл, Іллінойс                              | I-75 Чаттануга, Теннессі                                                   | 1962     | діюча  | Обслуговує чотири штати: Іллінойс, Кентуккі, Теннессі, Джорджія Супутня дорога: I-124                                                                                            |
| I-25  | 1,708.59    | I-10/US 85/US 180 в Лас-Крусес, Нью-Мехіко               | I-90/US 87 в Баффало, Вайомінг                                             | 1957     | діюча  | Обслуговує три штати: Нью-Мехіко, Колорадо, Вайомінг Супутня дорога: I-225 |
| I-26  | 490.27      | US 11W/US 23 в Кінгспорті, Теннессі                      | US 17 в Чарлстоні, Південна Кароліна                                       | 1960     | діюча  | Обслуговує три штати: Теннессі, Північну Кароліну, Південну Кароліну Супутні маршрути: I-126, I-526                                                                              |
| I-27  | 199.77      | US 87/Кільце 289 в Лаббок, Техас                         | I-40/US 87/US 287 в Амарилло, Техас                                        | 1969     | діюча  | Тільки Техас Супутні маршрути: немає |
| I-29  | 1,215.88    | I-35/I-70/US 24/US 40/US 71 в Канзас-Сіті, Міссурі       | US 81 та PTH 75 від канадського кордону в Пембіни, Північна Дакота         | 1958     | діюча  | Обслуговує чотири штати: Міссурі, Айова, Південна Дакота, Північна Дакота Супутні маршрути: I-129, I-229                                                                         |
| I-30  | 590.24      | I-20 в Форт-Верті, Техас                                 | I-40/US 65/US 67/US 167 в Норт-Літл-Рокі, Арканзас                         | 1957     | діюча  | Обслуговує два штати: Техас, Арканзас Супутні маршрути: I-430, I-530, I-630 |

## Інші юрисдикції
Окрім 48 суміжних штатів, міжштатні автомагістралі знаходяться на Гаваях, Алясці та Пуерто-Рико. Федеральна адміністрація автомобільних доріг фінансує чотири маршрути на Алясці та три маршрути в Пуерто-Рико за тією ж програмою, що й решта Системи автомобільних доріг між штатами. Однак ці маршрути не повинні відповідати тим самим стандартам, що й материкові маршрути: Автомагістралі на міжштатній системі на Алясці та Пуерто-Рико мають бути спроектовані відповідно до таких геометричних і будівельних стандартів, які відповідають поточним і ймовірним майбутнім потребам у русі та потребам місцевості автомагістралі.

### Гаваї
Міждержавні автомагістралі на острові Оаху, Гаваї, позначені стандартним щитом міжштатних автомагістралей з літерою «H-» перед номером. Це маршрути з повністю контрольованим доступом, побудовані за тими самими стандартами, що й материкові міжштатні магістралі.
| Номер | Довжина км. | Південна або західна кінцева розв'язка | Північна або східна кінцева розв'язка | Створена | Статус | Примітки                |
| ----- | ----------- | -------------------------------------- | ------------------------------------- | -------- | ------ | ----------------------- |
| H-1   | 43.71       | Route 93 в Каполеї, Гаваї              | Route 72 в Гонолулу, Гаваї            | 1959     | діюча  | Супутній маршрут: H-201 |
| H-2   | 13.41       | H-1 в Перл-Сіті                        | Шосе Камехамеха в Ваг'яві             | 1976     | діюча  |                         |
| H-3   | 24.66       | H-1/H-201 в Галаві                     | Гавайська база морської піхоти        | 1997     | діюча  |                         |

### Аляска
Міждержавні магістралі Аляски не позначені як такі, хоча всі вони мають номери державних автомагістралей, які не збігаються з номерами міжштатних магістралей.
| Номер | Довжина км. | Південна або західна кінцева розв'язка | Північна або східна кінцева розв'язка | Створена | Статус | Примітки                                                   |
| ----- | ----------- | -------------------------------------- | ------------------------------------- | -------- | ------ | ---------------------------------------------------------- |
| A-1   | 656.98      | Анкоридж                               | Кордон Канади в Алкан-Бордер          | 1976     | діюча  | Гленн шосе, Шосе Річардсона, Tok Cut-Off, Аляскинське шосе |
| A-2   | 325.38      | Ток                                    | Фербанкс                              | 1976     | діюча  | Аляскинське шосе, Шосе Річардсона                          |
| A-3   | 238.38      | H-1/H-201 в Галаві                     | ?                                     | 1976     | діюча  | Сьюард шосе, Шосе Стерлінг                                 |
| A-4   | 520.93      | Анкоридж                               | Солдотна                              | 1976     | діюча  | Шосе Джорджа Паркса                                        |

### Пуерто-Рико

Карта міждержав у Пуерто-Рико

Подібно до Аляски, Пуерто-Рико підписує свої міжштатні магістралі як територіальні маршрути, оскільки номери не збігаються з їхніми офіційними позначеннями міжштатних магістралей. Багато маршрутів території є платними автострадами.
| Номер | Довжина км. | Південна або західна кінцева розв'язка | Північна або східна кінцева розв'язка | Створена | Статус | Примітки     |
| ----- | ----------- | -------------------------------------- | ------------------------------------- | -------- | ------ | ------------ |
| PRI-1 | 114.39      | PRI-2 в Понсе                          | PRI-2 в Сан-Хуан                      | 1959     | діюча  | Слідує PR-52 |
| PRI-2 | 222.30      | PRI-1 в Понсе                          | PRI-3 в Сан-Хуан                      | 1976     | діюча  | Слідує PR-22 |
| PRI-3 | 65.27       | PRI-3 в Умакао                         | PRI-2 в Сан-Хуан                      | 1997     | діюча  | Слідує PR-66 |